# Guadalupe Muñoz Sampedro
María de Guadalupe Muñoz Sampedro (Madrid, 15 de febrero de 1896 - Madrid, 4 de diciembre de 1975) fue una actriz española.

## Biografía
Nació en Madrid, siendo hija de Miguel Muñoz Sanjuán y de Catalina Sampedro Álvarez. Hermana de las actrices Matilde y Mercedes Muñoz Sampedro, debutó muy joven en el Coliseo Imperial, integrándose luego en las compañías de Rosario Pino, Enrique Borrás y Lola Membrives.
El 12 de julio de 1913, contrajo matrimonio en la Iglesia de Santa Bárbara de Madrid, con el actor Manuel Soto Vives. Con él tuvo dos hijos, Manuel y la también actriz Luchy Soto.
Su aparición en el cine no se produjo hasta sus 44 años, en la película La Dolores, de Florián Rey, protagonizada por Concha Piquer, especializándose desde entonces en personajes secundarios y de tono cómico.
En 1946 formó su propia compañía de teatro que la mantuvo alejada de las cámaras durante diez años, en los que realizaría sucesivas giras tanto por España como por Latinoamérica.
Volvió a la gran pantalla en 1955, de la mano de José Luis Sáenz de Heredia, con Historias de la radio, quedando a partir de ese momento asociada a un personaje que, con matices, repetiría en la mayoría de sus películas posteriores, el de una abuelita simpática y despistada que recreó a lo largo de más de cincuenta películas.

## Filmografía parcial

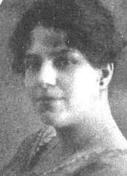
Guadalupe Muñoz Sampedro en 1919.

- La Dolores (1940), de Florián Rey.
- Polizón a bordo (1941), de Florián Rey.
- Alma de Dios (1941), adaptación del sainete lírico de Carlos Arniches, Enrique García Álvarez y José Serrano, de Ignacio F. Iquino
- El difunto es un vivo (1941), de Ignacio F. Iquino.
- Eloísa está debajo de un almendro (1943), de Rafael Gil.
- Mi vida en tus manos (1943), de Antonio de Obregón.
- Tuvo la culpa Adán (1943), de Juan de Orduña.
- Dora, la espía (1943), de Raffaello Matarazzo.
- Ella, él y sus millones (1944), de Juan de Orduña.
- Historias de la radio (1955), de José Luis Sáenz de Heredia.
- Los jueves, milagro (1957), de Luis García Berlanga.
- El último cuplé (1957), de Juan de Orduña.
- Maribel y la extraña familia (1960), de José María Forqué.
- Abuelita charlestón (1961), de Javier Setó.
- Vamos a contar mentiras (1962), de Antonio Isasi-Isasmendi.
- La corista (1960), de José María Elorrieta.
- Historias de la televisión (1965), de José Luis Sáenz de Heredia.
- Los chicos con las chicas (1967), de Javier Aguirre.
- Crónica de 9 meses (1967), de Mariano Ozores
- No desearás al vecino del quinto (1970), de Tito Fernández.
- Los días de Cabirio (1971), de Fernando Merino.
- El sobre verde (1971), de Rafael Gil.
- En un mundo nuevo (1972), de Fernando García de la Vega y Ramón Torrado.
- El abuelo tiene un plan (1972), de Pedro Lazaga.
- Lo verde empieza en los Pirineos (1973), de Vicente Escrivá.
- La curiosa (1973), de Vicente Escrivá.
- Jenaro, el de los 14 (1973), de Mariano Ozores
- Una abuelita de antes de la guerra (1974), de Vicente Escrivá.
- El calzonazos (1974), de Mariano Ozores.
- Zorrita Martínez (1975), de Vicente Escrivá.
- Mi mujer es muy decente, dentro de lo que cabe (1975), de Antonio Drove.

## Teatro
- Señora ama (1924), de Jacinto Benavente.
- Las adelfas (1927), de los Hermanos Machado.
- Pepa Doncel (1928), de Jacinto Benavente.
- El señor Badanas (1930), de Carlos Arniches.
- Anacleto se divorcia (1932), de Pedro Muñoz Seca.
- Las cinco advertencias de Satanás (1935), de Enrique Jardiel Poncela.
- La tela (1939), de Pedro Muñoz Seca.
- La gracia de Dios  (1939)  de  Antonio Paso Díaz y Emilio Sáez
- La venganza de don Mendo  (1939)  de  Pedro Muñoz Seca
- Las colegialas  (1939)  de  Leandro Navarro
- Los rojillos  (1939)  de  Antonio Paso Díaz y Emilio Sáez
- ¡Que se case Rita!  (1939)  de  Emilio Sáez Moreno, Antonio Paso Díaz y Antonio González Álvarez
- Eloísa está debajo de un almendro (1940), de Enrique Jardiel Poncela.
- Entre cuatro paredes  (1940)  de  Pedro Muñoz Seca
- Siete mujeres  (1940)  de  Adolfo Torrado y Leandro Navarro
- ¡Un marqués nada menos!  (1940)  de  Antonio Paso
- Madre (el drama padre) (1941), de Enrique Jardiel Poncela.
- Es peligroso asomarse al exterior (1942), de Enrique Jardiel Poncela.
- Siete mujeres  (1942)  de  Adolfo Torrado y Leandro Navarro
- Como yo la soñé  (1945)  de  Carlos Jaquotot
- Doña Tufitos  (1945)  de  Luis Manzano
- La miss Mas Miss  (1945)  de  Antonio Paso Cano y Emilio Sáez
- Las bodas de Camacho  (1945)  de  Adolfo Torrado
- ¡Que hombre tan simpático!  (1945)  de  Antonio Estremera, Antonio Paso y Carlos Arniches
- Se gratificará espléndidamente  (1945)  de  Luis Tejedory Luis Muñoz Lorente
- La condesa está triste  (1946)  de  Carlos Arniches
- Nosotros, ellas y el duende (1946), de Carlos Llopis.
- Lo que hablan las mujeres (1947)  de  Serafín Álvarez Quintero y Joaquín Álvarez Quintero
- Mamá nos pisa los novios  (1947)  de  Adolfo Torrado
- Jaimito se casa  (1948)  de  Manuel Paso y Antonio Paso
- La condesa está triste  (1948)  de  Carlos Arniches
- La perfecta soltera  (1948)  de  Leandro Navarro
- Por un capicúa  (1948)  de  Pedro Sánchez Neyra y Pablo Sánchez Mora
- Una viuda original  (1948)  de  Adrián Ortega
- Dos suegras y media  (1949)  de  Luis Tejedor y Luis Muñoz Lorente
- El caso de Clotilde y Doña Vitamina  (1949)  de  Manuel Soto y Adolfo Torrado
- Mariquilla, la folklórica  (1949)  de  Antonio Paso y R. Perelló
- La señorita Lupita  (1950)  de  Luis García Sicilia
- Madame Verdoux  (1950)  de  Adrián Ortega
- Marga y sus muchachos  (1950)  de  Manuel Soto Muñoz
- Tiíta Rufa  (1950)  de Antonio Lara «Tono»
- Una noche de primavera sin sueño (1950), de Enrique Jardiel Poncela.
- Eva no salió del paraíso  (1951)  de  Janos Vaszary
- Penalty  (1951)  de  Luis Tejedory Luis Fernández de Sevilla
- Luna de miel para cuatro  (1952)  de  Ignacio Iquino y Francisco Prada
- Mi padre  (1955)  de  Pedro Muñoz Seca y Pedro Pérez Fernández
- ¡Te engañaré si eres buena!  (1956)  de  Vicente Soriano de Andía
- ¡Tenemos petroleo!  (1956)  de  Luis Tejedory Luis Fernández de Sevilla
- El baile de los ladrones (1960), de Jean Anouilh.[1]
- Festival de la costa gris  (1961)  de  José Muñoz Román
- Don Juan Tenorio (1961), de José Zorrilla
- Milord, la corista y el servicio doméstico  (1961)  , de Jerome Klapka Jerome
- La difunta (1962), de Miguel de Unamuno.
- Los primeros calores  (1962)  de  Fernando Ancel Lozano
- La perrichola  (1963)  de  Juan Ignacio Luca de Tena
- La vidente  (1965)  de  André Roussin
- Sicoanálisis de una boda  (1965)  de  Fernando Vizcaíno Casas
- ¡Cómo está el servicio! (1968), de Alfonso Paso.[2]